# Helmut Hesse (duchowny)
Helmut Hesse (ur. 11 maja 1916 w Bremie, zm. 24 listopada 1943 w Dachau) – niemiecki pastor, przeciwnik narodowego socjalizmu.

## Życiorys
Urodził się w Bremie i mieszkał w Wuppertalu. Rodzina Hessego była głęboko religijna i dobrze znana jako nieprzejednani krytycy antykościelnej polityki hitlerowskiego reżimu. Ojciec Hessego, Hermann, a także jego bracia i szwagier byli pastorami. W czasach nazizmu wszystkich objęto aresztem prewencyjnym za słowa krytyki wygłaszane podczas nabożeństw.
24 maja 1943 roku, podczas nabożeństwa w Wuppertalu, Hesse wygłosił kazanie, o którym doniósł konfident gestapo. W kazaniu Hesse przytoczył ustęp z Biblii, który zawierał następujące słowa „Albowiem Ty, Panie, ująłeś się za prześladowanym ludem Izraela. Błagamy Cię, ocal dusze tych dobrych ludzi i odmień serca ich oprawców”. W czerwcu 1943 roku inny funkcjonariusz gestapo przysłuchiwał się kazaniu Hessego w którym oświadczył, że Kościół Wyznający w swych zmaganiach z nazistowskim reżimem walczy z „ukrytymi siłami ciemności”. Wspomniał również o rosnącej liczbie duchownych, których zamykano w obozach koncentracyjnych i więzieniach z powodu ich przekonań religijnych. Gestapo następnego dnia postanowiło aresztować Hessego, pod zarzutem „publicznego sprzyjania ludności żydowskiej”.
Pod koniec czerwca 1943 roku Hesse był dwukrotnie przesłuchiwany i zaprzeczył, że jest zagorzałym antynazistą. W trakcie przesłuchania oświadczył, że w marcu 1934 roku wstąpił do SA, a opuścił tę organizację w 1935 roku. Powiedział funkcjonariuszom, że nie był w stanie pogodzić studiów teologicznych ze służbą w SA. Przyznał się, że modli się za uwięzionych w obozach koncentracyjnych Żydów i duchownych.
Funkcjonariusze gestapo w trakcie śledztwa odkryli kontakty Hessego z jedną z czołowych postaci Kościoła Wyznającego profesorem Karlem Barthem, który przebywał na emigracji w Bazylei.
Gestapo uznało Hessego za niebezpiecznego dysydenta i uwięziono go w obozie koncentracyjnym w Dachau, gdzie zmarł 24 listopada 1943 roku.